# Nasadooczne
Nasadooczne (Basommatophora) – rząd ślimaków płucodysznych (Pulmonata), u których występują niewciągalne czułki (zwykle jedna para), a oczy są położone u ich podstawy. U przedstawicieli kilku rodzin czułki i oczy są zredukowane. Muszla spiralnie zwinięta, a jej rozmiary i kształt zróżnicowane – od około 1 mm do 10 cm, wieżyczkowata, czapeczkowata lub jajowata. U dorosłych osobników niektórych gatunków otwór muszli zamyka rogowe wieczko. 
Pojawiły się prawdopodobnie w górnym karbonie. W większości są to zwierzęta wodne, zasiedlające wody słodkie i słonawe. Nieliczne gatunki występują na lądzie. Znanych jest ok. 300 gatunków nasadoocznych. W Polsce stwierdzono 35 gatunków (m.in. błotniarka stawowa, przytulik strumieniowy, zatoczek pospolity, przyczepka jeziorna i rozdętka pospolita).
Nasadooczne są obiektem zainteresowania parazytologii, ponieważ wiele z nich to żywiciele pośredni przywr, zwłaszcza z rodzajów Schistosoma i Fasciola. 

## Systematyka
Klasyfikacja biologiczna nasadoocznych jest niestabilna. W klasyfikacji zaproponowanej przez Boucheta i Rocroi w 2005 Basommatophora ma status grupy nieformalnej obejmującej rodziny:
- Amphibolidae
- Siphonariidae
- †Acroreiidae
- Chilinidae
- Latiidae
- Acroloxidae – przyczepkowate
- Lymnaeidae – błotniarkowate
- Planorbidae – zatoczkowate
- Physidae – rozdętkowate

Jarne i inni (2010) zaliczają do nasadoocznych tylko Acroloxidae, Chilinidae, Lymnaeidae, Physidae i Planorbidae. Badania Correa  i in. (2010) sugerują, że tak zdefiniowane Basommatophora stanowią takson monofiletyczny.

## Zobacz też

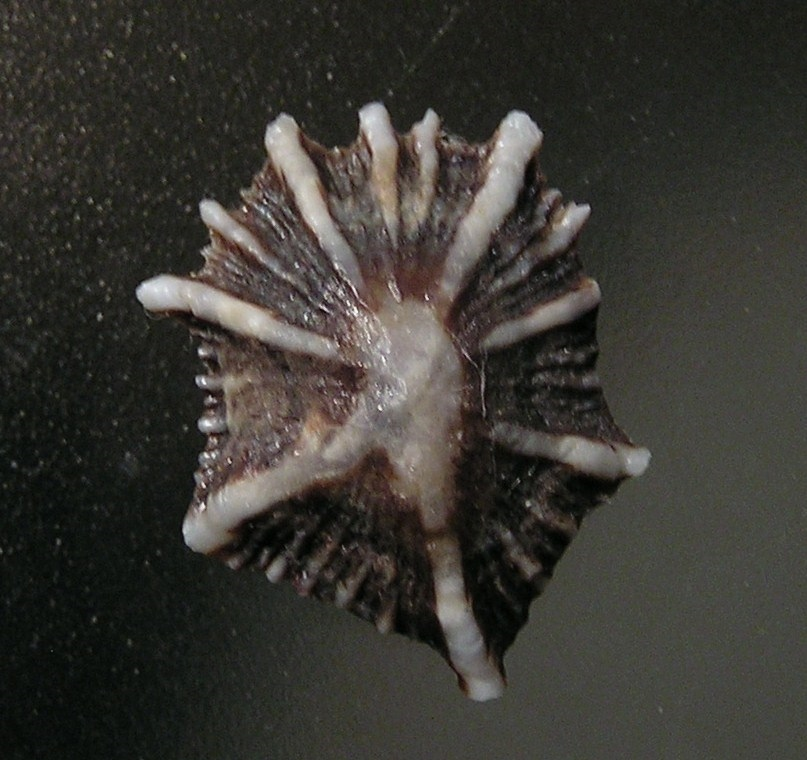
Siphonaria sirius – przedstawiciel rodziny Siphonariidae